# Monochamus basifossulatus
Monochamus basifossulatus är en skalbaggsart som beskrevs av Stefan von Breuning 1938. Monochamus basifossulatus ingår i släktet Monochamus och familjen långhorningar.
Artens utbredningsområde är Nepal. Inga underarter finns listade i Catalogue of Life.